# Edema cerebral
El edema cerebral es un término médico que se refiere a una acumulación de líquido en los espacios intra o extracelulares del cerebro, por ejemplo, por un proceso osmótico mediante el cual las neuronas cerebrales aumentan su tamaño debido a un aumento anormal del volumen de plasma intracraneal, pudiendo llegar a la lisis celular. Las principales causas son la hiponatremia, isquemia, accidente cerebrovascular (EVC = Evento Vascular Cerebral), traumatismos craneoencefálicos (en este caso se produce una rotura de los vasos sanguíneos, lo que provoca una hemorragia cerebral, aumentando el cuerpo celular de las neuronas mediante ósmosis).
El edema cerebral también puede estar provocado por hipoxia de altitud, este es el caso del edema cerebral de altitud.

## Clasificación
Hay tres tipos de edema cerebral: citotóxico, con el paso de líquido del espacio extracelular al intracelular; vasogénico, con el paso del líquido torrente vascular al extracelular; e hidrostático, con el paso del líquido cefalorraquídeo (LCR) al espacio extracelular (el edema visto en la hidrocefalia).

### Edema vasogénico
Es un edema secundario a un aumento de la permeabilidad vascular, producto de la ruptura de las uniones entre las células del endotelio que forma la barrera hematoencefálica. Esto permite la salida de proteínas y líquido plasmático al parénquima o tejido cerebral. Una vez que los constituyentes del plasma sanguíneo cruzan la barrera hematoencefálica, el edema se esparce, generalmente de manera rápida. Este tipo de edema es característico de las respuestas del cerebro ante un trauma, tumores, inflamación y procesos infecciosos (en especial del tipo de las meningitis bacterianas en cuyo caso el edema vasogénico es inducido por el aumento de la permeabilidad de la barrera hematoencefálica causada por el TNF-α y la IL-1β).
A nivel macroscópico, los ventrículos y las circunvoluciones del cerebro se notan aplanadas. Bajo el microscopio, se nota una separación de las fibras mielinizadas y una hipercromasia de los núcleos de las neuronas.

### Edema citotóxico
En este tipo de edema cerebral, la barrera hematoencefálica permanece indemne y se caracteriza por una alteración de la regulación del metabolismo celular. Como resultado hay un funcionamiento anormal de la bomba sodio-potasio en la membrana de la célula glial. Ello conlleva a una retención de agua y sodio, los astrocitos de la sustancia gris y blanca se hinchan. El edema citotóxico se ve en casos de intoxicaciones por fármacos como el dinitrofenol, trietiltin, hexaclorofeno herbicidas como paraquat e isoniacida, en el síndrome de Reye, la hipotermia severa, las etapas iniciales de isquemia cerebral, ciertas encefalopatías, hipoxia, infarto de miocardio, y algunos tumores. El proceso se ve de manifiesto especialmente en la sustancia gris con células hinchadas y vacuolizadas.

### Edema hidrostático
El edema cerebral hidrostático ocurre por trasudación de líquido a través del sistema ventricular. La eliminación del exceso de líquido depende en gran parte del líquido cefalorraquídeo (LCR). La barrera hematoencefálica regula el movimiento de los líquidos y está constituida por las uniones estrechas entre las células endoteliales de los capilares cerebrales. Cuando la regulación falla, el LCR penetra el cerebro y se esparce en los espacios extracelulares de la sustancia blanca. Se diferencia del edema vasogénico en que el líquido de este no contiene casi proteínas. Este es el edema característico de la hidrocefalia.

## Tratamiento
El abordaje de un edema cerebral casi siempre incluye la administración de diuréticos y corticosteroides.